# Viktor Beliatsky
Viktor Beliatsky –en ruso, Виктор Беляцкий– (Navapolatsk, URSS, 8 de noviembre de 1970) es un deportista bielorruso que compitió en halterofilia. Ganó una medalla de bronce en el Campeonato Mundial de Halterofilia de 1994, en la categoría de 91 kg.

## Palmarés internacional
| Campeonato Mundial | Campeonato Mundial | Campeonato Mundial | Campeonato Mundial |
| Año                | Lugar              | Medalla            | Categoría          |
| ------------------ | ------------------ | ------------------ | ------------------ |
| 1994               | Estambul (Turquía) | Medalla de bronce  | 91 kg              |